# Drosophila macrospina
Drosophila macrospina is een vliegensoort uit de familie van de fruitvliegen (Drosophilidae). De wetenschappelijke naam van de soort is voor het eerst geldig gepubliceerd in 1939 door Stalker and Spencer.